# Svilaja
La Svilaja est une montagne de la chaîne des Alpes dinariques. Située dans la région de Dalmatie en Croatie, la montagne culmine à 1 509 mètres d’altitude.
Le sous-sol de la montagne subit différents phénomènes karstiques. De plus, la faune et la flore sont caractéristiques de ce type de région calcaire. La montagne est couverte de forêts de hêtres bien qu'un incendie ait ravagé la zone. Les montagnes abritent des loups, des renards et de nombreux autres animaux.
Peu de gens vivent dans la région et de nombreux vestiges des guerres de Yougoslavie des années 1990 subsistent avec notamment des champs de mines.
De nombreuses montagnes distantes sont visibles du sommet comme la Dinara, le Troglav, le Bat, le Mosor mais aussi le Corno Grande situé à environ 300 km en Italie.